# هوغو بيلانجر
هوغو بيلانجر هو لاعب هوكي جليد كندي، ولد في 28 مايو 1970 في Saint-Hubert, Quebec ‏ في كندا.

## وصلات خارجية
- هوغو بيلانجر على موقع دوري الهوكي الوطني (الإنجليزية)
- هوغو بيلانجر على موقع EliteProspects.com (الإنجليزية)
- هوغو بيلانجر على موقع HockeyDB.com (الإنجليزية)